# Mittlerer Schwarzwald

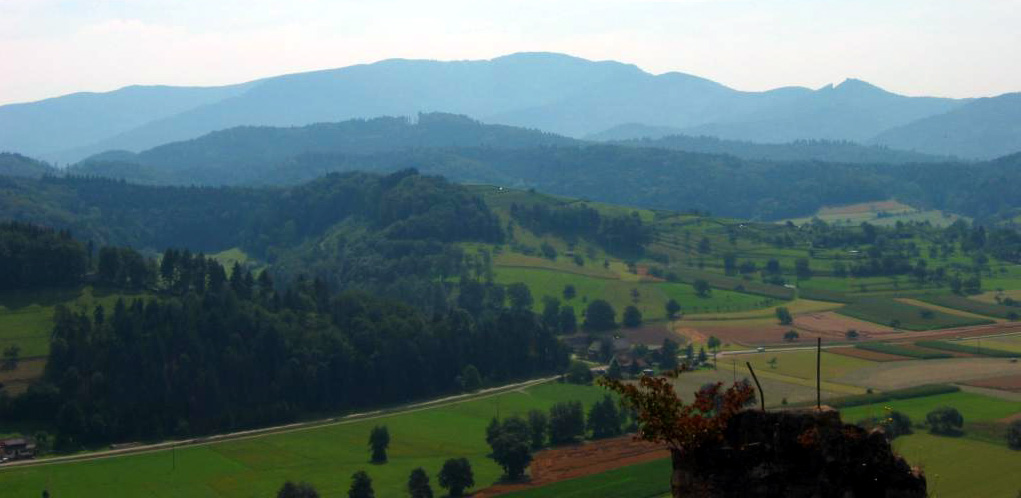
Der Kandel (1241 m) von NW (Hochburg)

Als Mittleren Schwarzwald bezeichnet man, je nach natur- oder kulturräumlicher Gliederung (siehe hierzu: Schwarzwald), meist den mittleren Abschnitt des Schwarzwalds vom Renchtal und den Südausläufern des Kniebis im Norden bis etwa Freiburg im Breisgau und Donaueschingen im Süden. Der höchste Teil südöstlich des Elztales gilt zugleich als Teil des Hochschwarzwaldes. Das beherrschende Talsystem der Kinzig durchschneidet den Mittleren Schwarzwald von Ost nach West. Markante Erhebungen sind südlich der Kinzig Kandel (1241,3 m), Weißtannenhöhe (1190,5 m), Obereck (1178,2 m), Rohrhardsberg (1153,2 m), Brend (1149,3 m), Stöcklewald (1069,2 m), Mooswaldkopf (879,7 m) und, nördlich der Kinzig, Brandenkopf (945,9 m), Mooskopf (876,9 m) und Lettstädter Höhe (966,7 m).
Es überwiegen Gneise und Granite. Anders als im Nordschwarzwald ist die Buntsandstein-Decke mit ihren plateauartigen Bergformen nur noch punktuell und am Ostrand erhalten. Ansonsten herrschen schmale Bergrücken und Talsohlen vor oder, vor allem im Südosten oder aber in inselhaften Resten, hügelige Hochtallandschaften. 
Die mittlere Höhe des Mittleren Schwarzwaldes ist etwas geringer als im Nord- und im Südschwarzwald. Die relativen Höhen sind jedoch ähnlich; Steilhänge können 700 Meter überschreiten (Simonswälder Tal).

## Bedeutende Teillandschaften und Naturdenkmale
- Kinzigtal
- Glottertal (bekannt aus der Fernsehsendung Die Schwarzwaldklinik)
- Elztal
- Simonswälder Tal der Wilden Gutach
- Bernecktal, Schlucht der oberen Schiltach
- Kostgfällschlucht
- Triberger Wasserfälle
- Zweribachwasserfälle
- Burgbachwasserfall
- Glaswaldsee unter der Lettstädter Höhe

## Bedeutende Ortschaften und Kulturdenkmale
- Freilichtmuseum Vogtsbauernhof
- Deutsches Uhrenmuseum in Furtwangen
- Fachwerkstädte Schiltach und Haslach im Kinzigtal
- Wolfach, Glashütte und Altstadt
- Gengenbach, ehemals freie Reichsstadt (Altstadt mit Kloster und Stadtbefestigung)
- Alpirsbach, romanisches Kloster (Baubeginn um 1050), eines der wenigen erhaltenen im Hirsauer Stil
- Zell am Harmersbach, ehemals kleinste Freie Reichsstadt im Heiligen Römischen Reich, Fachwerk und Jugendstil
- Schramberg, bedeutende Industriestadt des Mittleren Schwarzwaldes
- Kloster St. Peter mit barocker Bibliothek und Klosterkirche
- Villingen-Schwenningen, größte Stadt am Ostrand des Mittleren Schwarzwaldes
- Triberg mit seinem Wasserfall und dem Schwarzwälder Heimatmuseum
- St. Georgen mit dem Phonomuseum

## Wanderwege
- Hansjakobweg I (Rundweg 3 Tage)
- Hansjakobweg II (Rundweg 4 Tage)
- Schwarzwald-Querweg Rottweil–Lahr (4 Tage)
- Schwarzwald-Querweg Gengenbach–Alpirsbach (2–3 Tage)
- Mittelweg (Fernwanderstrecke)
- Ostweg (Fernwanderstrecke)
- Westweg (Fernwanderstrecke)
- Kandelhöhenweg (5 Tage)
- Zweitälersteig (Fernwanderstrecke 5 Tage)